# 日內瓦州
日內瓦州（法語：Canton de Genève），正式名称日內瓦共和国与州（法語：République et canton de Genève），是瑞士最西南的一個州，位于瑞士法语区的日内瓦-洛桑都市区，首府是与该州同名的日内瓦市。

## 地理
日内瓦州位于瑞士的西南角。该州坐落在瑞士法语区（又称罗曼地），几乎完全被法国所包围。该州与法国安省和上萨瓦省接壤，与法国构成的边界总长为103公里，与邻近的沃州边界长度仅为4.5公里。
日内瓦州位于日内瓦湖的西南端，罗讷河从这里流向地中海。该州第二重要的河流是阿尔沃河，它发源自沙莫尼蒙勃朗，在日内瓦汇入罗纳河。该州地貌以丘陵为主，最高点（海拔516米）位于瑞西，最低点（海拔340米）也是瑞士的最西端点，位于尚西附近的罗纳河。
沃州境内的塞利尼位于日内瓦湖左岸，是日内瓦州的两块飞地。

从萨雷布山远眺日内瓦州全境，图片右上角是日内瓦湖

## 人口
截至2017年12月31日，日内瓦州人口为495,249，人口密度为每平方公里1753名居民，远高于瑞士平均人口密度（每平方公里206人）。截至2015年12月31日，日内瓦州外国人（没有瑞士公民身份的登记居民）占总人口的比例为40.7％，而瑞士全国外国人比例仅为24.6％。截至2015年12月31日，日内瓦州失业率为5.7％，而全国失业率为3.7％。

### 语言
日内瓦州官方语言是法语。法语手语同样具有官方语言地位（参见日内瓦宪法第16条 （页面存档备份，存于））。
日内瓦州的早期语言是法兰克-普罗旺斯语，其书面语在中世纪晚期被法语取代，但仍保持在口语层面直到20世纪。日内瓦方言现在已经不再使用。
日内瓦州81.04％的人口使用法语，其他使用人口较多的语种还有：英语（10.84％）、葡萄牙语（9.89％）、西班牙语（7.82％）和德语（5.32％）（由于居民使用的语种不唯一，该调查中的比例之和不等于100％）。

### 宗教
作为加尔文宗教改革的中心，日内瓦州传统上一直是基督教新教徒的据点。 然而，在20世纪后半叶，很大程度上由于来自南欧的移民，该州天主教徒的比例大增，现在他们的数量超过了瑞士归正宗的信众，同时在瑞士本国公民中也有越来越明显的无宗教倾向。尽管如此，该州在官方层面仍被视为新教地区。该州邻近法国的区域大多信仰天主教。
根据瑞士联邦统计署2014年针对宗教的一项全国性调查，日内瓦州有43%的居民信奉天主教，10％的居民信奉新教（隶属于日内瓦新教教会），27％的居民无宗教信仰。其余20％主要信奉其他基督教教派（包括福音派）和伊斯兰教。日内瓦州近一半（49％）的居民相信灵性，三分之一左右（35％）的人有宗教信仰。相信死后生命的人占比44％，不相信死后生命的占30％，还有26％的人不确定或没有回答。